# Prave pčele
Prave pčele (Apinae) potporodica su kukaca, iz reda opnokrilaca, porodice pčela (Apidae s oko 5700 vrsta), bliski srodnici bumbara, a dalji osa i mrava. Hrane se nektarom kao izvorom energije, te peludi kao izvorom proteina. 
Na svijetu ima približno 20 000 vrsta pčela u kladusu Anthophila, na svim kontinentima osim Antarktike. 

## Izgled
Na glavi se nalazi par ticala i sa svake strane po jedno složeno oko. S donje strane glave nalazi se usni organ prilagođen uzimanju nektara iz plodnice cvijeta. Prsa čine tri odvojena kolutića. Na svakom se s donje strane nalazi po jedan par nogu. Na drugom i trećem kolutiću nalazi po jedan par krila za letenje, pri čemu je drugi par krila manji. Kod nekih vrsta, krila su toliko mala da je nemoguće letjeti. Prednji par nogu pčeli služi za održavanje i čišćenje tijela. Stražnji par nogu je specifične građe, u mala udubljenja (košarice) koje pčele skupljaju pelud ili propolis.

## Vrste pčela
Na svijetu ima približno oko 20 000 vrsta pčela (kladus Anthophila) gotovo na svim kontinentima. 
Najčešća je vrsta pčela medarica (apis mellifera), podrijetlom iz Afrike. Naselila se u Mediteranske zemlje i Europu prije nego što se nastanila u Aziji, Australiji i Sjevernoj Americi. 
Melipona anthidioides, česta u Brazilu, je malena tropska pčela koja nema žalac. Obično grade gnijezda u šupljem drveću. U gnijezdu takve zajednice nalazi se samo jedna matica - ženka. Saće grade vodoravno, a stanice saća u kojima se razvijaju ličinke radilice napune peludi i medom u koje zatim matica nosi jajašca. Nakon što matica u njih snese jajašca takve stanice saća zatvore poklopčićem od voska. Izvan takvog plodišnog prostora, radilice prave spremišta za med nepravilnog bačvastog oblika.
Patuljasta pčela (Apis florea F.), podrijetlom je iz Indije. Osobina ove vrste je da gradi jednostruko saće na otvorenom prostoru, obično na nekom stablu. Specifičnost njezinog saća je u tome da ova pčela gradi ćelije raznih veličina za: radiličko saće, trutovsko i matičnjake koji imaju oblik žira. Zajednica ima jak obrambeni mehanizam, razmnožava se rojenjem, a posebnost vrste je i da u nestanku paše napušta gnijezdo u potrazi za novom jačom pašom koja zajednici osigurava dovoljne količine hrane.
Divovska pčela (Apis dorsata) izgrađuje jednostruko saće na kojem živi. Sve ćelije saća gradi jednakih dimenzija jer nema razlike u veličini između radilica i matica. Dubina ćelija saća je do 34 mm. Radilice su dvostruko veće od europske medonosne kranjske pčele. Živi na otvorenom pa je prema tome prilagodila način života. Obrambeni mehanizmi kod ove pčele su posebno izraženi i odlično čuva svoje leglo. Stare zajednice dijele se na nove manje zajednice, rojevni nagon je kod te vrste vrlo slab. U slučajevima nestanka ili slabljenja paše, napušta gnijezdo i seli na područje bogatije hranom.
Afrikanizirana pčela  je pčela nastala u sklopu projekta Brazilske vlade kako bi se dobila medonosna pčela sposobna da i u tropskoj klimi uspješno oprašuje floru te da pritom sakupi što veće količine meda.

## Oprašivanje
Pčele su najbrojniji oprašivači cvjetova na zemlji. Pretpostavlja se da trećina ljudske hrane ovisi o njihovu oprašivanju. To je jedini kukac - životinja koji proizvodi hranu koju jedu i ljudi. Pčelama je med zaliha za duge zimske mjesece. Kod jakih dobro razvijenih zajednica nalazi se ukupno 50 000 - 80 000 pčela što ovisi o košnici, a obavljaju svoje zadatke ovisno o starosti. Mlade pčele do 21 dana života uglavnom se brinu oko izgradnje saća, čišćenja košnica, hranjenja ličinki iz kojih će se razviti novi naraštaji pčelinje zajednice u kojoj žive.
Većina pčela ima elektrostatski naboj koji povećava apsorpciju peludi.
Pelud i nektar tvore masu koja je najčešće viskozna, ali može i biti kruta.
Ta masa je sferoidnog oblika te pohranjena u male ćelije u kojima se i jajašca nalaze.

## Rojenje pčela
Rojenje je dijeljenje jedne u dvije nove i međusobno potpuno neovisne zajednice. Kako bi pčele pokrenule u rojenje potrebni su neki od preduvjeta kao što su: pogodna temperatura i medenje medonosnog bilja.

### Uzroci rojenja
- Stješnjeno leglo
- Blokada matice u zalijeganju
- Prevelik broj mladih pčela u zajednici
- Nemogućnost izlučivanja voska i gradnje saća
- Nedostatna ventilacija
- Višak matične mliječi
- Nasljedna osobina matice
- Stara matica
- Radilice se počinju hraniti matičnom mliječi

### Umjetno rojenje
Za namjensko razrojavanje pčelar može upotrijebiti i umjetno razrojavanje pomoću oduzimanja okvira s mladim pčelama i nove matice pazeći pritom da ne oslabi postojeće zajednice. Prednosti umjetnog razrojavanja su da pčelar vrši ravnomjerno rasterećenje pčela na svim zajednicama pritom ne gubeći bitno na prinosu meda. Umjetna razrojavanja vrše se od sredine travnja do početka kolovoza.

## Zanimljivosti
- Pčela radilica u sezoni živi 30-45 dana
- Matica živi i do sedam godina, a dnevno izlegne jajašaca do tri svoje težine
- Pčele med proizvode na isti način najmanje 150 milijuna godina.
- Pri sakupljanju nektara i peludnog praha pčela posjeti dnevno oko 1 000 cvjetova
- Jaka i zdrava pčelinja zajednica u tijeku jednog dana može oprašiti do 3 000 000 cvjetova
- U košnici ovisno o tipu i veličini jedna pčelinja zajednica broji od 20 000 - 80 000 pčela
- Znanstvenici odavno znaju da su pčele društvena bića, ali sad su otkrili da u društvu rado i popiju. Čini se da pčele, baš kao i ljudi, najviše vole jaka alkoholna pića. Kad im je ponuđen izbor između najjače moguće šećerne otopine i 80 postotnog alkohola, pčelice su stale u red za šankom. "Čak smo ih uspjeli nagovoriti da popiju čisti etanol", rekao je Charles Abramson sa sveučilišta Oklahoma. "To, koliko znam, ne bi napravilo niti jedno drugo živo biće, čak ni student. "Znanstvenici pretpostavljaju da pčele, koje imaju vrlo razvijene društvene strukture, liječe svoje alkoholičare, baš kao i ljudi. One svoje prijestupnike izoliraju. Istraživači sad ispituju lijekove kojima bi mogli liječiti pčelinje poroke.
- To je jedini kukac na svijetu koji proizvodi hranu koju jedu i ljudi.
- Sve pčele proizvode dobar i zdrav med. Loš med rezultat je industrijskog načina punjenja ili lošeg i needuciranog pčelara
- Med pčele medarice jedna od najsigurnijih hrana – većina opasnih bakterija uopće ne mogu živjeti u medu

## Strani nazivi za pčelu
| Engleski | Njemački | Esperanto | Slovenski | Češki |
| Bee      | Biene    | Mielabelo | Čebela    | Včela |

## Poveznice
- Pčelarstvo
- Košnica
- Seleće pčelarstvo
- Stacionirano pčelarstvo
- Ekopčelarstvo
- Med
- Medonosna pčela
- Varroa

## Vanjske poveznice
- Popis pčelara kojima možete prijaviti roj pčela u RH  Arhivirana inačica izvorne stranice od 1. travnja 2019. (Wayback Machine)
- Pčelarstvo.hr - pčelarstvo on-line
- Hrvatski pčelarski savez